# Yuri Titov

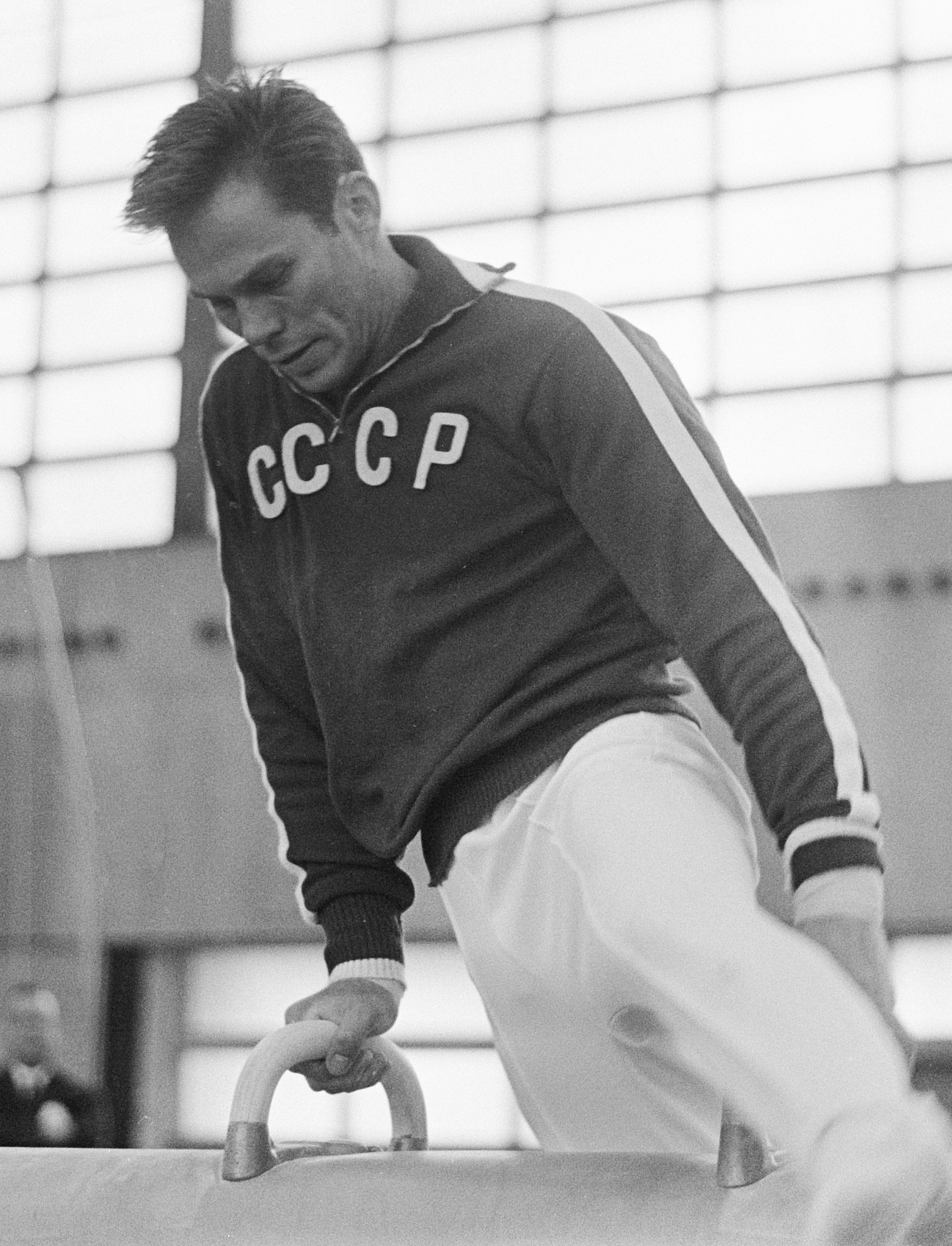
Yuri Titov no cavalo com alças.

Yuri Yevlampiyevich Titov, em russo:  Юрий Евлампиевич Титов, (Omsk, 27 de novembro de 1935) foi um ginasta russo, que defendeu a União Soviética em provas de ginástica artística. 
Entre suas maiores conquistas, estão nove medalhas olímpicas, nove medalhas mundiais e catorze europeias. Enquanto envolvido como ginasta, Titov fora, por vinte anos, presidente da Federação Internacional de Ginástica. Durante este período, o esporte e suas modalidades envolveram-se em um grande crescimento popular e técnico. Após, Yuri escreveu quatro livros e ajudou a inserir a ginástica rítmica no calendário olímpico.

## Carreira
Yuri nasceu na Sibéria e iniciou-se na ginástica aos catorze anos. Aos vinte, conquistou o direito de defender a principal equipe nacional soviética sênior, onde manteve-se por onze anos.
Em 1956, nos Jogos Olímpicos de Melbourne, Titov fez sua estreia em um campeonato internacional. Neles, o ginasta conquistou quatro medalhas. A primeira delas, de ouro, veio na prova por equipes. Formada por, Viktor Chukarin
Valentin Muratov, Boris Shakhlin, Albert Azaryan, Yuri e Pavel Stolbov, a União Soviética superou a seleção japonesa de Takashi Ono, e a Finlândia. Na final seguinte, o concurso geral, o atleta conquistou o bronze, superado por Ono e o compatriota Viktor. Nas finais por aparelhos, prata na prova da barra fixa - a frente do japonês Masão Takemoto - e bronze no salto sobre a mesa
. No ano seguinte, em nova estreia, agora no Campeonato Europeu, o ginasta conquistou novas quatro medalhas: Prata no individual geral e nas argolas, bronze na barra fixa e ouro na prova do salto.
Em 1958, no Mundial de Moscou, agora aos 23 anos, Titov conquistou seis medalhas em sete finais - apenas nas barras paralelas encerrou abaixo do terceiro lugar (4º). Na primeira final, por equipes, os soviéticos conquistaram o ouro. Individualmente, Yuri fora o terceiro colado no cocurso geral, no solo, nas argolas e na barra fixa. Na prova do salto, nova medalha de ouro. No ano seguinte, participando de sua segunda edição do Campeonato Europeu, Titov subira ao pódio em sete ocasiões, todas individuais. No concurso geral, ouro para o soviético. Nos aparelhos, novas primeiras colocações: Cavalo com alças, argolas, salto sobre a mesa e barras paralelas. Na barra fixa, prata, e no solo, bronze.
Em 1960, nas Olimpíadas de Roma, a União Soviética inverteu posições com a seleção japonesa, do estreante Yukio Endo. Agora, ouro para o Japão e prata para os soviéticos. No individual geral, bronze para Yuri, atrás de Shakhlin e Ono. Na final por aparelhos, o ginasta encerrou a competição com a prata no solo. No ano seguinte, em seu terceiro Campeonato Europeu, o ginasta, ao conquistar três medalhas, atingiu o somatório total de catorze em três edições: Foi prata no concurso geral e ouro nas argolas e na barra fixa. Um ano mais tarde, no Mundial de Praga, o atleta somou novas conquistas, começando pela prata por equipes. Individualmente, no concurso geral, Titov superou o companheiro Shakhlin e o japonês Endo. Nos aparelhos, fora medalhista de ouro, novamente a frente dos dois ginastas. Dois anos mais tarde, o atleta participou de sua última edição olímpica. Nos Jogos do Japão, agora aos 28 anos de idade, Titov conquistou duas medalhas de prata, uma por equipes e outra na barra fixa. Em 1966, no Mundial de Dortmund, o ginasta encerrou a carreira com a segunda colocação por equipes.
Aposentado das competições, em 1976, Yuri Titov fora convidado à presidência da FIG, posto no qual permaneceu até 1996. Em 2004, afastado da Federação Internacional, assumiu o posto de presidente da Federação Russa. Entre as premiações que recebera, estão a Ordem Olímpica - cedida, em 1992, pelo COI, a Ordem Vermelha, em 1960 e 1980, e a Ordem Amigo do Povo, em 1976. Em 1999, o ex-atleta fora inserido no International Gymnastics Hall of Fame.
Entre suas contribuições às modalidades da ginástica, estão a inclusão da ginástica acrobática, de trampolim e aeróbica na Federação Internacional.

## Principais resultados
| Ano  | Evento                                    | AA                | Equipe           | Solo              | Cavalo com alças | Argolas           | Salto sobre o cavalo | Barras paralelas | Barra fixa        |
| ---- | ----------------------------------------- | ----------------- | ---------------- | ----------------- | ---------------- | ----------------- | -------------------- | ---------------- | ----------------- |
| 1953 | All-Union Youth                           | Medalha de prata  |                  |                   |                  |                   |                      |                  |                   |
| 1955 | Copa Soviética                            | 6º                |                  |                   |                  |                   |                      |                  |                   |
| 1956 | Campeonato Nacional Soviético             | Medalha de bronze |                  | Medalha de bronze |                  |                   | Medalha de ouro      |                  | Medalha de bronze |
| 1956 | Jogos Olímpicos                           | Medalha de bronze | Medalha de ouro  |                   |                  |                   | Medalha de bronze    |                  | Medalha de prata  |
| 1957 | Campeonato Europeu                        | Medalha de prata  |                  |                   |                  | Medalha de prata  | Medalha de ouro      |                  | Medalha de bronze |
| 1957 | Campeonato Nacional Soviético             | Medalha de bronze |                  |                   | Medalha de prata |                   |                      | Medalha de prata | Medalha de prata  |
| 1958 | Campeonato Nacional Soviético             | Medalha de ouro   |                  |                   |                  | Medalha de prata  | Medalha de ouro      |                  |                   |
| 1958 | Campeonato Mundial de Ginástica Artística | Medalha de bronze | Medalha de ouro  | Medalha de bronze |                  | Medalha de bronze | Medalha de ouro      |                  | Medalha de bronze |
| 1959 | Campeonato Europeu                        | Medalha de ouro   |                  | Medalha de bronze | Medalha de ouro  | Medalha de ouro   | Medalha de ouro      | Medalha de ouro  | Medalha de prata  |
| 1960 | Jogos Olímpicos                           | Medalha de bronze | Medalha de prata | Medalha de prata  |                  |                   |                      |                  |                   |
| 1961 | Campeonato Europeu                        | Medalha de prata  |                  |                   |                  | Medalha de ouro   |                      |                  | Medalha de ouro   |
| 1962 | Campeonato Mundial de Ginástica Artística | Medalha de ouro   | Medalha de prata |                   |                  | Medalha de ouro   |                      |                  |                   |
| 1963 | Jogos Universitários                      | 4º                |                  |                   |                  |                   |                      |                  |                   |
| 1964 | Jogos Olímpicos                           |                   | Medalha de prata |                   |                  |                   |                      |                  | Medalha de prata  |
| 1965 | Campeonato Nacional Soviético             | 6º                |                  |                   |                  |                   |                      |                  |                   |
| 1966 | Campeonato Mundial de Ginástica Artística |                   | Medalha de prata |                   |                  |                   |                      |                  |                   |